# Йимз, Уильям Фредерик
Уильям Фредерик Йимз (англ. William Frederick Yeames; 16 декабря 1835, Таганрог, Российская империя — 3 мая 1918, Тинмут, Девон, Англия) — британский живописец, известный прежде всего его картиной «And When Did You Last See Your Father?» («А когда ты в последний раз видел своего отца?»), который изображает сына роялиста, опрашиваемого Парламентариями во время английской гражданской войны.

## Биография
Уильям родился в Таганроге, в семье британского консула. После смерти его отца в 1842 году, Уильяма послали в школу в Дрездене, где он начал изучать живопись. С 1848 года он изучал живопись в Лондоне. Йимз изучал анатомию и композицию у Джорджа Шарфа и брал уроки искусства у Вестмакотта. В 1852 году он отправился во Флоренцию, где учился у Энрико Полластрини и Рафаэля Буонаюти. Продолжил обучение в Риме, где копировал старых мастеров, в том числе фрески Рафаэля. Вернувшись в Лондон в 1859 году, он основал собственную студию.
С 1866 года Уильям Фредерик Йимз становится членом Королевской академии художеств.

## Работы находятся в собраниях
- Таганрогский художественный музей

## Галерея

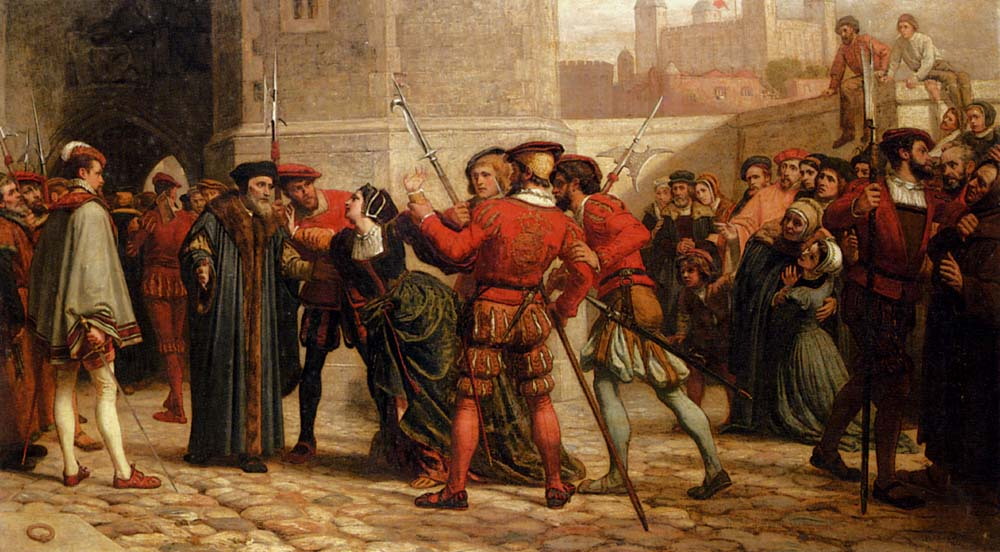
Прощение Томаса Мора с дочерью, 1863
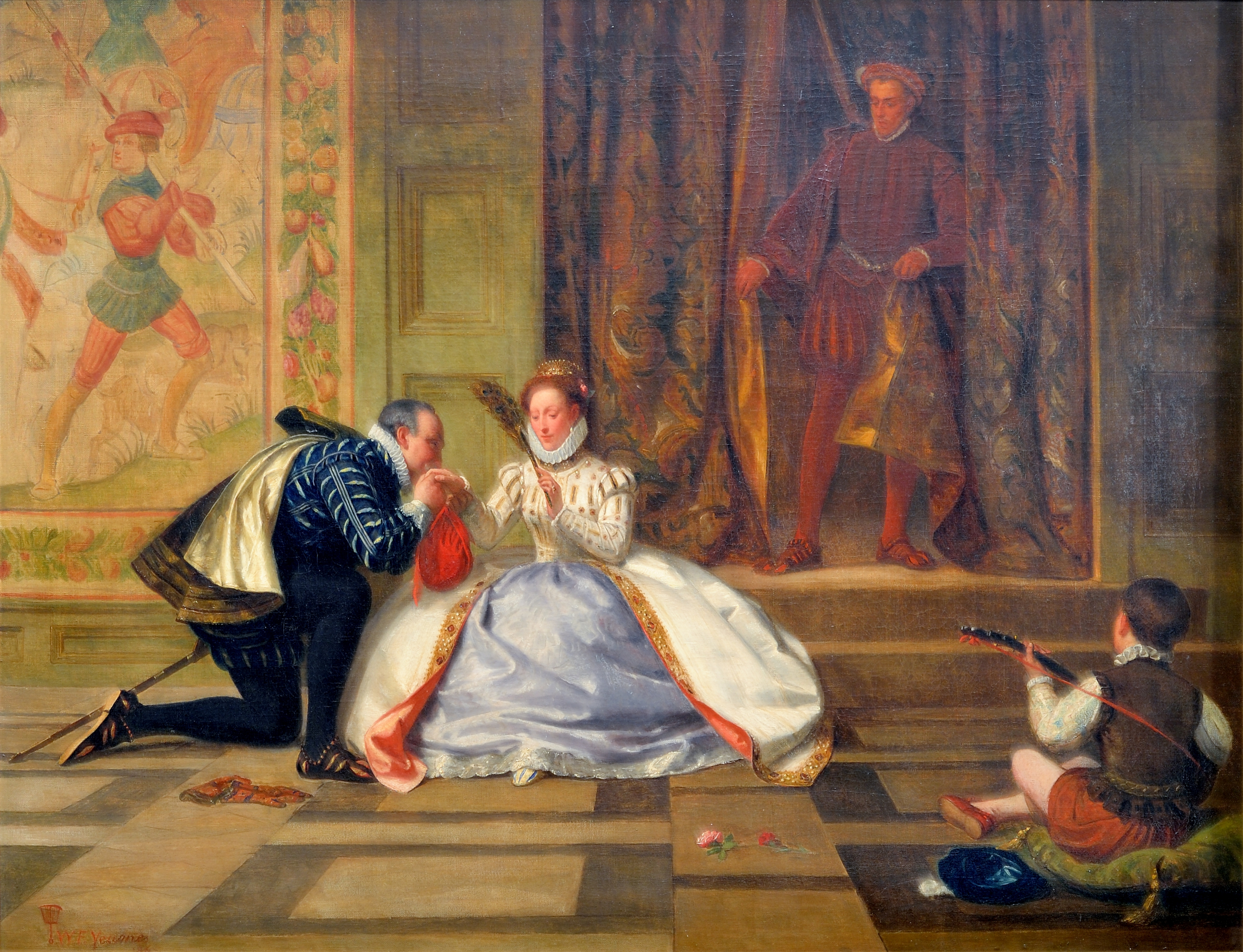
Елизавета I и граф Лестер, 1865
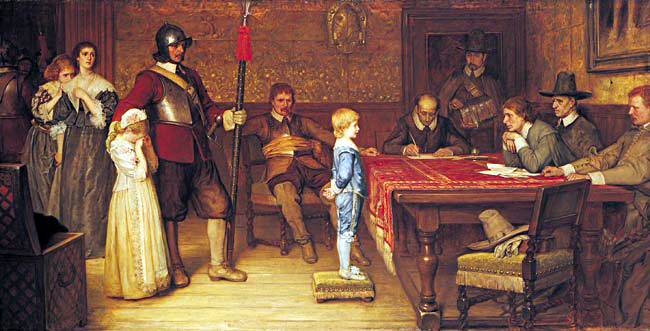
«Когда ты в последний раз видел своего отца?», 1878
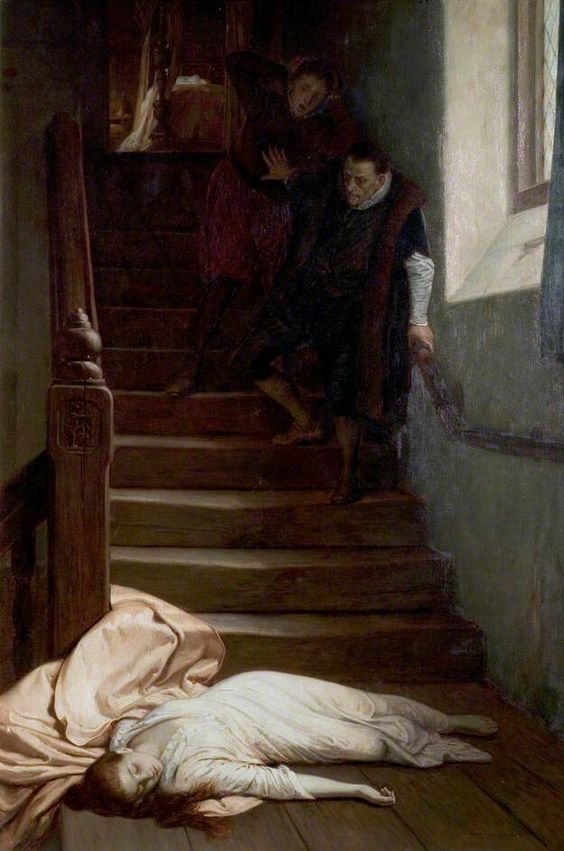
Эми Робсарт, 1877
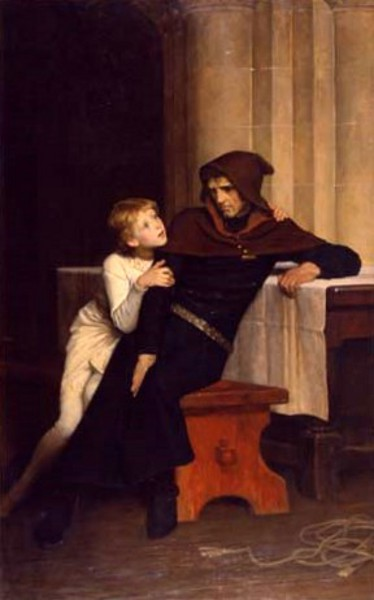
Принц Артур и Юбер де Бург, 1882